# Henri Denis (général)
Pour les articles homonymes, voir Henri Denis et Denis.
Henri Denis, né à Marbais le 10 septembre 1877 et mort à Bruxelles le 19 janvier 1957, est un lieutenant-général et ministre belge de la Défense nationale. Il a notamment joué un rôle important lors de la campagne des dix-huit jours lors de la Seconde Guerre mondiale.

## Biographie
Petit-fils d'un médecin militaire belge ayant servi dans les armées du Premier Empire et fils de Léon Denis, général belge et d'Eugénie Thiry, Henri Denis est élevé à l'école du devoir.
Il entre à l'École militaire en 1895 dans la section de l'artillerie et du génie et en sort parmi les premiers. Après avoir servi dans les 1er et 3e régiments d'artillerie, le lieutenant Denis suit les cours de l'École de guerre et est breveté d'état-major en 1907.

## Première Guerre mondiale
Lors de la mobilisation en août 1914, le capitaine-commandant Denis rejoint l'état-major de la 18e brigade mixte (1er et 2e grenadiers) de la 6e division d'armée. Après la bataille de l'Yser, il est évacué à la suite d'un accident et affecté au ministère de la guerre au Havre. À sa demande, il revient au front en mai 1915 et commande une batterie d'artillerie lourde. En février 1917, il devient commissaire militaire aux chemins de fer de campagne et y restera jusqu'en 1920. Nommé major en septembre 1917, il se spécialise sur les questions de transport.

## Entre-deux-guerres
Colonel en juin 1927, il devient chef de section à l'état-major de l'armée et commande divers régiments d'artillerie. Il est promu général-major en septembre 1931 et lieutenant-général en décembre 1934. Il exerce successivement le commandement de la Province de Namur, de la 3e division d'infanterie et du IIIe corps d'armée. En 1936, ses qualités de méthode et d'organisation sont reconnues et il est choisi comme ministre de la Défense nationale dans le cabinet du Premier ministre Paul-Emile Janson. Il conserve ce portefeuille jusqu'en 1940 sous les gouvernements Spaak et Pierlot.

## Seconde Guerre mondiale
Fin août 1939, il ordonne la mobilisation de l'armée belge. Face à l'invasion allemande le 10 mai 1940, le lieutenant-général Denis et le Premier ministre Hubert Pierlot tentent à Bruxelles d'organiser la résistance. En raison de l'avancée rapide des troupes allemandes, ils rejoignent les autres ministres à La Panne. La dernière réunion de cabinet du gouvernement Pierlot au complet en Belgique a ainsi lieu le 18 mai 1940. Après cette date, seuls quatre ministres (Pierlot, Denis, Vanderpoorten et Spaak) restent en contact avec le roi Léopold III sur le sol belge. Le 24 mai 1940, ces quatre ministres ont un ultime et pathétique entretien au château de Wynendaele avec le roi Léopold III. Malgré la volonté du gouvernement de poursuivre la lutte, ce dernier leur expose sa volonté irrévocable de capituler et de se constituer prisonnier des Allemands, et ce désaccord sera à l'origine de la Question royale. Lors d'un bref passage à Londres le 25 mai 1940, le général Denis rencontre l'ambassadeur Emile de Cartier de Marchienne (qui n'accepte pas la défaite et connaît l'esprit de résistance des Britanniques comme Churchill) et confie au général Victor Van Strydonck de Burkel de regrouper au camp de Tenby (Pays de Galles) les Belges prêts à continuer la lutte, pour former les forces belges en Grande-Bretagne . 
Le 27 mai 1940, le Premier ministre Pierlot et le général Denis communiquent à Paul Reynaud, Premier ministre français, la décision du gouvernement belge de poursuivre la lutte au côté de la France et de la Grande-Bretagne quelle que soit la décision du roi Léopold III. Le 28 mai 1940 a lieu la capitulation de l'armée belge . Les ministres sont alors contraints de s'embarquer à Dunkerque et de rejoindre la France via l'Angleterre.
En France, le lieutenant-général Denis rassemble les unités encore existantes de l'armée belge - principalement 80 000 jeunes des CRAB (Centres de recrutement de l'Armée belge) attendant leur formation militaire, laissés sans ravitaillement - dans le sud-ouest de la France et continue à assumer ses fonctions de ministre de la Défense nationale du gouvernement Pierlot. Après la capitulation de la France, le général Denis reste à Villeneuve-sur-Lot en zone non-occupée pour s'occuper de l'administration, du ravitaillement et du rapatriement vers la Belgique des militaires et des civils belges se trouvant en France. Du 23 octobre 1940 au 26 septembre 1944, il restera, par ailleurs, ministre sans portefeuille dans le gouvernement Pierlot. Au début 1941, les services belges du général Denis cessent de fonctionner. Après plusieurs tentatives infructueuses de rejoindre Londres, il parvient en novembre 1943 à entrer sur le territoire suisse en traversant le lac Léman et échappe ainsi aux Allemands et à la captivité dans un camp de prisonniers de guerre.

## Après la guerre
Rentré en Belgique et vivement affecté par les événements de la guerre, il se retire de toute activité publique et militaire.

## Distinctions[10]
- Grand officier de l'ordre de Léopold (Belgique)
- Grand officier de l'ordre de la Couronne (Belgique).
- Commandeur de l'ordre de Léopold II (Belgique).
- Croix militaire de 1ère classe (Belgique).
- Croix de guerre 14-18 avec palmes (Belgique).
- Grand officier de la Légion d'honneur en 1939 (France) ;
- Croix de guerre 1914-1918 (France) ;
- Grand cordon de l'ordre de l'Épée (Suède) ;
- Grand-croix de l'ordre d'Orange-Nassau (Pays-Bas) ;
- Commandeur de l'ordre du grand-duc Gedeminas (Lithuanie) ;
- Officier de l'ordre de l'Empire britannique ;
- Distinguished Service Order (Royaume-Uni) ;
- Croix de guerre italienne.